# Saki Shimizu
Saki Shimizu (清水 佐紀, Shimizu Saki, nasceu em 22 de Novembro de, 1991 em Tóquio, Japão) é uma cantora de J-pop. Começou a carreira em 2002, onde passou com sucesso na audição para o Hello! Project Kids. Fazia parte do grupo pop feminino de adolescente dentro de Hello! Project, o Berryz Koubou.